# 如来
如来（にょらい）とは、サンスクリットのタターガタ（梵: तथागत, tathāgata）の漢訳であり、語義は諸説あるが、仏教で釈迦や諸仏の称呼に用いられる。
仏陀の10の称号である十号の一つ。如来を総名として十号の内に数えない場合もある（十号#異説を参照）。

## 語義
原語は梵: तथागत（tathāgata、タターガタ）であり、多陀阿伽陀（ただあかだ）、多陀阿伽度（ただあかど）などと音写し、如来や如去と訳す。この上なき尊い者という意味で無上上ともいわれる。

### 解釈

#### ブッダゴーサ（仏音）による解釈
ブッダゴーサによる語義釈の全てではないが、一部として、
1. tathā āgata（如く到れる） - 「（古仏と）同じく一切を知る智慧に到達した者」。過去に出現した古仏がみな一切智性に到達した様に、同様に釈迦牟尼仏も一切智性に到達したため。
2. tathā gata（如く去れる） - 「（古仏と）同じくすべての煩悩を滅して去る者」。
3. tatha-lakkhaṇaṃ āgata（真如相に通じる） - 　「真如 (tatha タタ) の特徴を悟った者」。

などがある。

#### 中村元による解釈
仏教学者の中村元によれば、「タターガタ」（tathāgata）とは本来、「そのように行きし者」「あのように立派な行いをした人」という語義であり、仏教・ジャイナ教・その他の古代インド当時の諸宗教全般で「修行完成者」つまり「悟りを開き、真理に達した者」を意味した語であるが、「如来」という漢訳表現には「人々を救うためにかくのごとく来たりし者」という後世の大乗仏教的な見解がひそんでいて、初期仏教における語義とは乖離があるという。

#### 真身如来
如来とは、如実の道に乗じて、正覚を来成するが故に、如来という。
(如来者乗如実道来成正覚故曰如来)—ハリヴァルマン『成実論』
如実にして来なるが故に如来と名づく。…何れの法を如と名づくや？涅槃を如と名づく…知る故に来と名づく…来の義はかくのごとし。涅槃を如と名づけ、知解を来と名づく。涅槃を正しく覚するが故に如来と名づく。
(如実而来故名如来…何法名如涅槃名如…知故名来…来義如是。涅槃名如。知解名来。正覚涅槃故名如来。)—世親『転法輪経憂波提舎』
如実の道より来る。故に名づけて如来と為す。
(如実道来故名為如来)—『大智度論』

#### 応身如来
如来というは如を体とし、しこうして来たる。故に如来と名づく…

問う。如を体とし、しこうして来るが故に如来と名づくとは、是れ応身にして来の義あるべし。真如法身には、いかんが来あるや。

答う。本は隠れしが今顕れるが如く、また来と称するを得。
(二釈名門者。体如而来。故名如来。又如諸仏。故名如来。問。体如而来。故名如来。此是応身可有来義。真如法身云何有来。答。如本隠今顕。亦得称来。)—吉蔵『勝鬘宝窟』
つつしんで真実の証を顕さば、すなはちこれ利他円満の妙位、無上涅槃の極果なり。すなはちこれ必至滅度の願（第十一願）より出でたり。また証大涅槃の願と名づくるなり。しかるに煩悩成就の凡夫、生死罪濁の群萌、往相回向の心行を獲れば、即のときに大乗正定聚の数に入るなり。正定聚に住するがゆゑに、かならず滅度に至る。かならず滅度に至るはすなはちこれ常楽なり。常楽はすなはちこれ畢竟寂滅なり。寂滅はすなはちこれ無上涅槃なり。無上涅槃はすなはちこれ無為法身なり。無為法身はすなはちこれ実相なり。実相はすなはちこれ法性なり。法性はすなはちこれ真如なり。真如はすなはちこれ一如なり。しかれば弥陀如来は如より来生して、報・応・化、種種の身を示し現じたまふなり。—親鸞